# La gallina cega
La gallina cega (1788) és un dels cartons que servien com a model per a les manufactures de la Real Fàbrica de Tapissos de Santa Bàrbara de Francisco de Goya i estava destinat a la decoració del dormitori de les infantes del Palau del Pardo i va ser realitzat poc després que accedís al tron d'Espanya el rei Carles IV. Es tracta de la quarta sèrie de cartons que Goya va realitzar entre 1788 i 1792, dedicats a l'entreteniment i les diversions campestres. D'aquest cartó es conserva un esbós previ al Museu del Prado.
El quadre mostra nois i noies jugant al joc popular de la gallina cega, amb un personatge embenat al centre que intenta de temptar amb un cullerot els altres, que ballen en rotlle.

Els joves estan vestits de majos i majas, abillament de les capes humils de la societat espanyola amb què els aristòcrates (com els d'aquest quadre) van agradar-se de vestir.

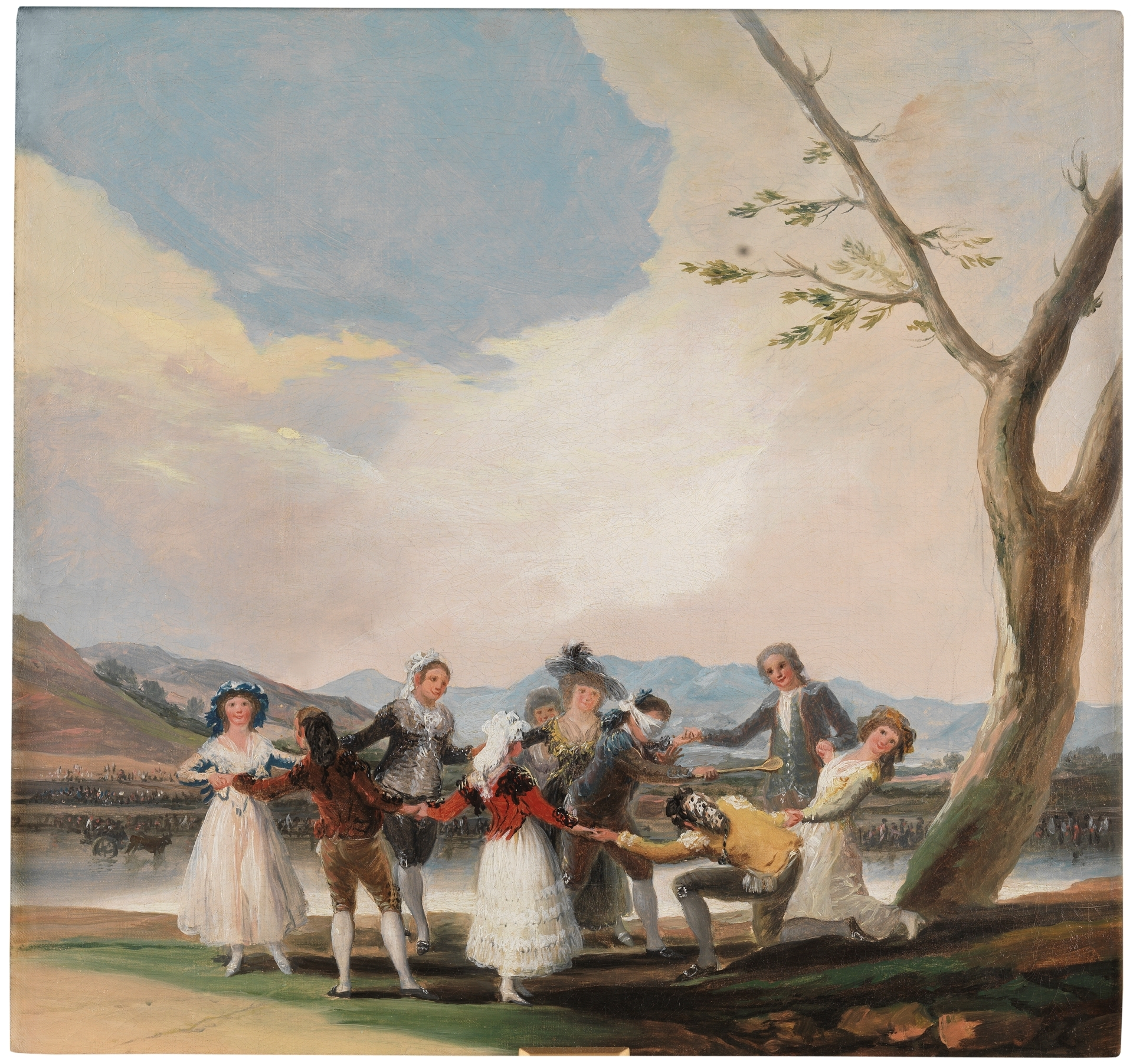
La gallina cega(esbós), 41 × 44 cm.

 Alguns altres, amb casaques de vellut i barrets de plomes, segueixen en canvi els dictats de la moda de les classes altes vinguda de França.
La composició està resolta alternant els personatges entre els buits que deixen els situats en primer i últim terme, i contrastant el jove que s'ajup a la dreta per a esquivar el cullerot amb el qual em prova de tocar i la dona inclinada cap enrere amb un altre jove que ho fa cap endavant.
El quadre és un exponent de l'estil galant o rococó, i els seus traços d'estil característics: vivacitat, immediatesa, curiositat, cromatisme de suaus roses, textures de gasa a les faldilles de les dones, un paisatge de fons lluminós i el reflex d'un moment encantador de gaudi de la vida no exempt de possibilitats d'enamorament.